# Comuna de Karsin
Karsin (polaco: Gmina Karsin) é uma gminy (comuna) na Polónia, na voivodia de Pomerânia e no condado de Kościerski. A sede do condado é a cidade de Karsin.
De acordo com os censos de 30.VI.2005, a comuna tem 5900 habitantes, com uma densidade 34,9 hab/km².

## Área
Estende-se por uma área de 169,2 km², incluindo:
- área agricola: 38%
- área florestal: 48%

## Demografia
Dados de 30 de Junho de 2004:
|                      | Total   | Total | Mulheres | Mulheres | Homens  | Homens |
| -------------------- | ------- | ----- | -------- | -------- | ------- | ------ |
|                      | pessoas | %     | pessoas  | %        | pessoas | %      |
| População            | 5897    | 100   | 2992     | 50,7     | 2905    | 49,3   |
| Densidade (pop./km²) | 34,9    | 100   | 17,7     | 17,7     | 17,2    | 17,2   |

De acordo com dados de 2005, o rendimento médio per capita ascendia a 1994,74 zł.